# Baie St. Mary's
La baie St. Mary's est une baie de la péninsule d'Avalon au sud-est de Terre-Neuve, dans la province de Terre-Neuve-et-Labrador au Canada.